# Генеральный прокурор СССР
Генера́льный прокуро́р СССР — высшее должностное лицо Генеральной прокуратуры СССР.
Наименование Генеральный прокурор СССР появилось только в 1946 году, до этого должность называлась Прокурор СССР.

## История
В ноябре 1923 года была образована Прокуратура Верховного Суда СССР.
В декабре 1933 года «Положением о Прокуратуре Союза ССР» правовой статус Прокуратуры СССР был изменён. Прокуратура Верховного Суда СССР была упразднена. Прокурор СССР назначался ЦИК СССР и был ему подотчётен, также Прокурор СССР был подотчётен Президиуму ЦИК СССР и СНК СССР. Первым Прокурором СССР был назначен Иван Алексеевич Акулов.
В 1943 году Указом Президиума Верховного Совета СССР для Прокурора СССР был установлен классный чин Действительного государственного советника юстиции. 
В марте 1946 года Верховный Совет СССР принял Закон СССР «О присвоении Прокурору СССР наименования Генерального прокурора СССР». Первым Генеральным прокурором СССР стал Константин Петрович Горшенин.
Согласно ст. 6 Закона СССР от 30 ноября 1979 года «О прокуратуре СССР» Генеральный прокурор СССР назначался Верховным Советом СССР и был подотчётен также Верховному Совету СССР. Срок полномочий Генерального прокурора СССР, в соответствии со ст. 8 Закона СССР, составлял 5 лет.

## Генеральные прокуроры СССР
Прокурор Верховного Суда СССР
- Красиков, Пётр Ананьевич 1924—1933

Прокуроры СССР
- Акулов, Иван Алексеевич 1933—1935
- Вышинский, Андрей Януарьевич 1935—1939
- Панкратьев, Михаил Иванович 1939—1940
- Бочков, Виктор Михайлович 1940—1943

Генеральные прокуроры СССР
- Горшенин, Константин Петрович 04.12.1943 — 04.02.1948
- Сафонов, Григорий Николаевич 29.01.1948 — 30.06.1953[3]
- Руденко, Роман Андреевич 01.07.1953[3] — 23.01.1981
- Рекунков, Александр Михайлович 09.02.1981 — 26.05.1988
- Сухарев, Александр Яковлевич 26.05.1988 — 15.10.1990
- Трубин, Николай Семёнович 27.12.1990 — 29.01.1992

Заместители Генерального прокурора СССР
- Васильев, Алексей Дмитриевич 1988—1992
- Баженов, Николай Александрович 1981—1987
- Найдёнов, Виктор Васильевич 1977—1981